# Abercastle

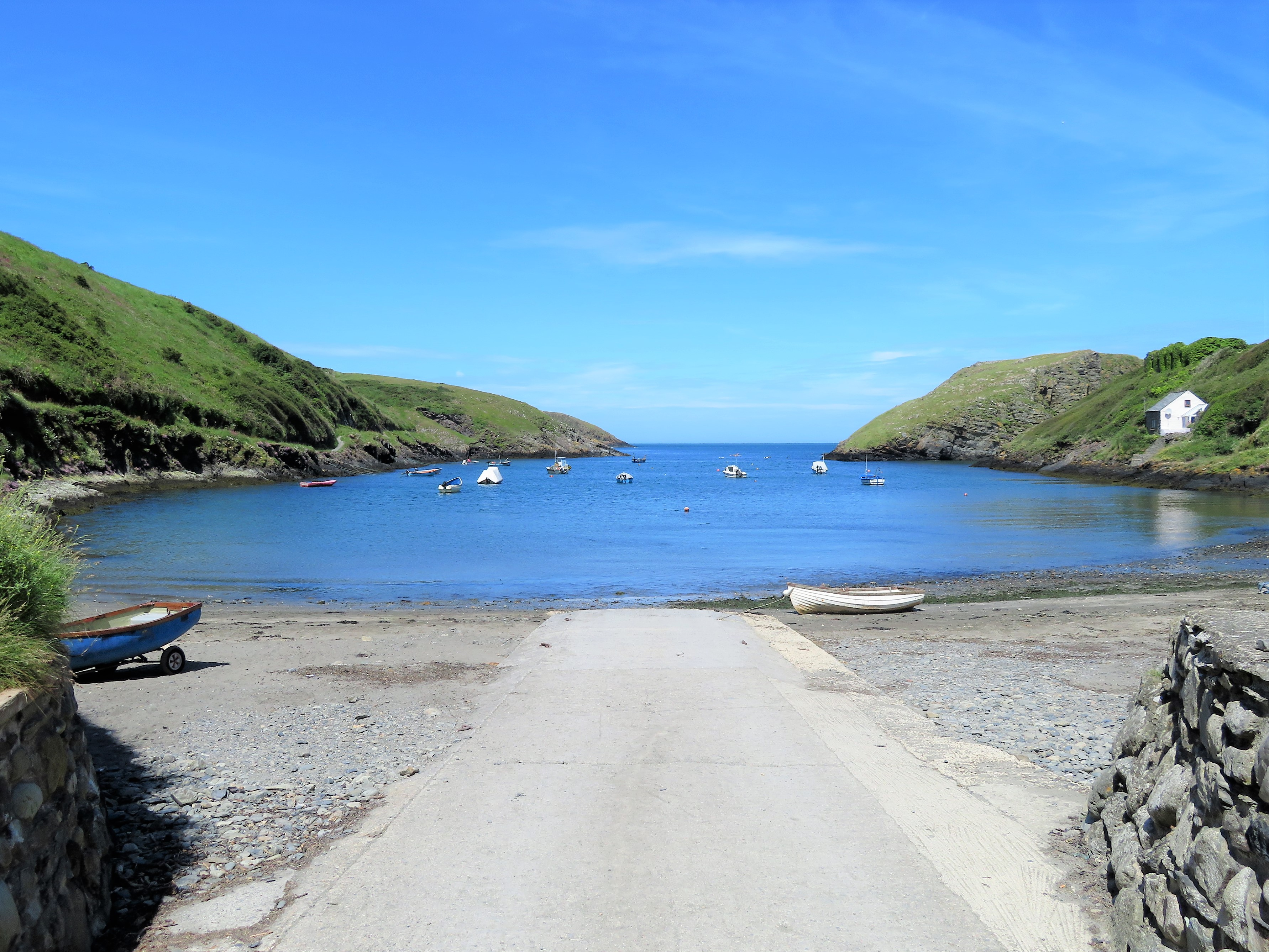
Veduta del porto di Abercastle

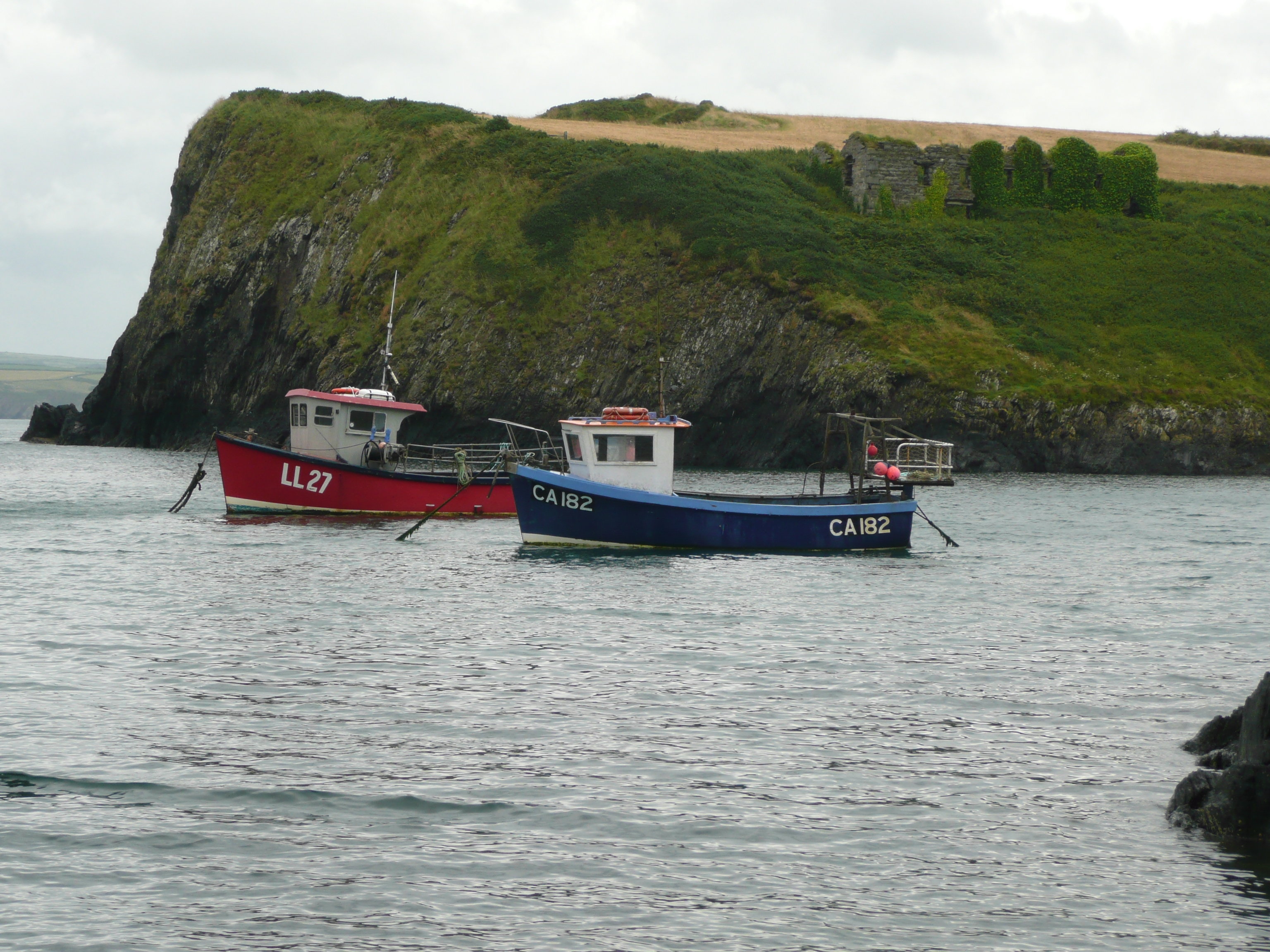
Pescherecci ad Abercastle

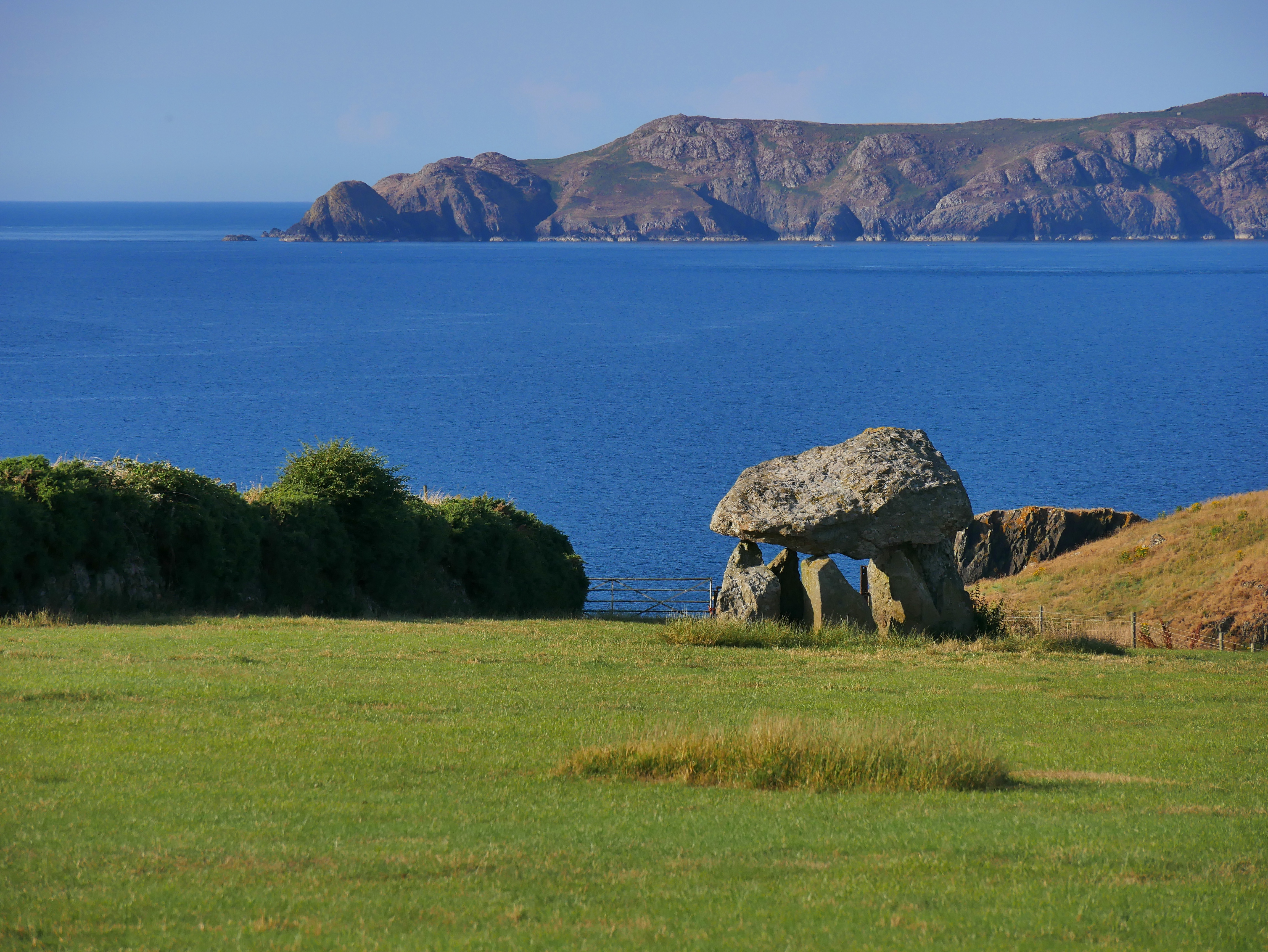
Il sito megalitico di Carreg Samson, nei dintorni di Abercastle

Abercastle (Abercastell in gallese) è un villaggio di pescatori del Galles sud-occidentale, facente parte della contea del Pembrokeshire e della community di Mathry.
Nel XIX secolo era un porto molto trafficato ed era per questo noto in gallese come Cwm Badau, ovvero "la baia delle barche".

## Geografia fisica
Abercastle si trova lungo la costa settentrionale del Pembrokeshire, tra Manorowen e le località costiere di Porthgain e Abereiddy, a pochi chilometri a ovest di Mathry. Dista circa 6 miglia da St David's.
Di fronte al villaggio, si trova un'isola, nota come Castle Island (Ynys Y Castell in gallese).

## Storia
Gli storici ritengono che a Castle Island, l'isola al largo di Abercastle, si trovasse un tempo un forte a protezione del porto, di cui rimangono dei probabili resti.
Sabato 12 agosto 1876, giunse ad Abercastle Alfred "Centennial" Johnson, che, partito circa due mesi prima da  Gloucester, nel Massachusetts, stava concludendo la prima traversata in solitaria in barca a vela dell'Atlantico.
Il 20 febbraio del 1917, durante la prima guerra mondiale, naufragò (senza conseguenze per l'equipaggio) sugli scogli al largo di Abercastle la nave tedesca SS Leysian, che poi sarebbe affondata due mesi dopo.

## Monumenti e luoghi d'interesse

### Aree naturali
- Abercastle Harbour Beach[3][9]

### Siti archeologici

#### Carreg Samson
Nei dintorni di Abercastle si trova il Carreg Samson, un sito megalitico costituito da una camera sepolcrale di 4,5-4,7 metri di lunghezza risalente al Neolitico.

## Cultura
Secondo la leggenda, a Castle Island, l'isola al largo di Abercastle, sarebbe sepolto il dito di Samson, un personaggio forzuto che, proprio con il suo dito, avrebbe eretto la copertura della camera sepolcrale di Carreg Samson.

## Economia

### Turismo
Abercastle è frequentata da artisti, fotografi e appassionati di birdwatching.